# Мелано
Мелано (італ. Melano) — колишня громада  в Швейцарії в кантоні Тічино, округ Лугано. 2022 року громади Мароджа, Мелано і Ровіо об'єдналися в громаду Валь-Мара.

## Географія
Громада розташована на відстані близько 165 км на південний схід від Берна, 31 км на південь від Беллінцони.
Мелано має площу 4,6 км², з яких на 16,6% дозволяється будівництво (житлове та будівництво доріг), 4,2% використовуються в сільськогосподарських цілях, 74,4% зайнято лісами, 4,8% не є продуктивними (річки, льодовики або гори).

## Демографія
2019 року в громаді мешкало 1437 осіб (+10% порівняно з 2010 роком), іноземців було 27,8%. Густота населення становила 314 осіб/км².
За віковим діапазоном населення розподілялося таким чином: 20,4% — особи молодші 20 років, 62,8% — особи у віці 20—64 років, 16,8% — особи у віці 65 років та старші. Було 638 помешкань (у середньому 2,2 особи в помешканні).
Із загальної кількості 486 працюючих 8 було зайнятих в первинному секторі, 110 — в обробній промисловості, 368 — в галузі послуг.